# Sanday (isole Orcadi)

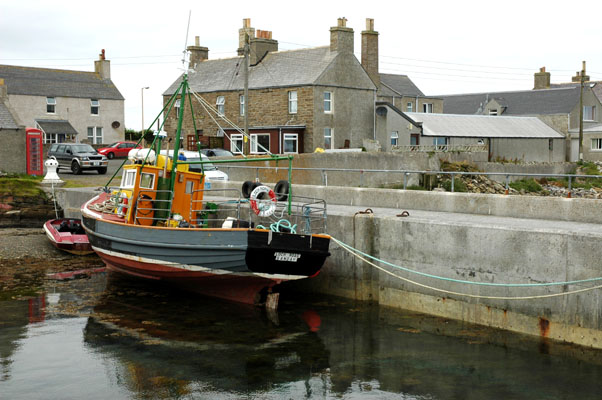
Kettletoft, uno dei centri principali dell'isola

Sanday (19,5 km²) è un'isola sul Mare del Nord della Scozia nord-orientale, facente parte dell'arcipelago delle Isole Orcadi. È la più estesa del gruppo delle isole settentrionali; conta una popolazione di circa 500 abitanti.
Centri principali dell'isola sono Lady Village e Kettletoft.

## Etimologia
Il toponimo Sanday deriva dall'antico nordico e deve il proprio nome alle sue lunghe spiagge sabbiose.

## Geografia

### Collocazione
Sanday si trova a nord di Stronsay e a sud di North Ronaldsay.

### Dimensioni e territorio
La forma dell'isola ricorda quella - secondo quanto riportato dallo scrittore Eric Linklater - di un "pipistrello fossilizzato".
L'isola si trova ad un'altezza massima di 65 m s.l.m.

## Demografia
L'isola ha conosciuto un calo demografico nei cent'anni compresi tra il 1881, quando contava circa 2.000 abitanti, e il 1991, quando contava 533 abitanti. Un ulteriore calo demografico si è registrato nel decennio successivo, con la popolazione scesa a 478 abitanti nel 2001.

## Fauna
Sull'isola è presente una folta colonia di foche grigie.

## Archeologia
Sanday è stata definita in campo archeologico "l'isola del conoscitore", per la presenza di numerose collinette di epoca preistorica.
In particolare, nel promontorio che si affaccia sulla baia di Kettletoft, sono stati rinvenuti ben 27 cairn (tumuli). Il principale di questi monumenti è il Quoyness Cairn.

## Edifici e luoghi d'interesse
Tra gli edifici d'interesse dell'isola, figura il faro di Start Point, realizzato nel 1806.
|  |

Sull'isola si trovano inoltre due chiese in rovina, Cross Kirk, nei dintorni di Kettletoft, e Lady Kirk, nei dintorni di Lady Village.

## Trasporti
Sanday è raggiungibile via traghetto da Kirkwall (Mainland).
L'isola è inoltre dotata di un aeroporto.